# Poodytes
Poodytes — род воробьиных птиц семейства сверчковых Locustellidae.
Молекулярно-филогенетическое исследование семейства сверчковых Locustellidae, опубликованное в 2018 году, показало, что некоторые из родов, как тогда определялось, были немонофилетическими. В результате перегруппировки для создания монофилетических родов пять видов были перемещены из Megalurus в возрожденный род Poodytes. Этот род был описан в 1851 году немецким орнитологом Жаном Кабанисом для включения в него карликовой длиннохвостой камышевки, которая, таким образом, является для этого рода типовым видом. Название рода объединяет древнегреческое poa, что означает «трава», и dutēs, что означает «ныряльщик».
Род содержит следующие виды:
- Болотная котата[6] или белокрылая длиннохвостая камышевка[7] (Poodytes albolimbatus)
- Пустынная котата[6] или эремия[8] (Poodytes carteri)
- † Чатемская котата[6] (Poodytes rufescens) (вымерла)
- Новозеландская котата[6] или боудлерия[9] (Poodytes punctatus)
- Карликовая котата[6] или карликовая длиннохвостая камышевка[10] (Poodytes gramineus)